# Robert Alleyne
Robert Anthony Alleyne (* 27. September 1968 in Dudley) ist ein ehemaliger englischer Fußballspieler.

## Karriere
Alleyne erhielt 1986 bei Leicester City einen Profivertrag, spielte aber zunächst weiter in der Jugendmannschaft, bevor er Anfang 1987 wegen zahlreicher Verletzungsausfälle nach nur einem Reservespiel in die erste Mannschaft berufen wurde. Er debütierte per Einwechslung in einem Erstligaspiel gegen West Ham United (Endstand 1:4) am Neujahrestag 1987, zwei Tage später stand er bei einem 6:1-Erfolg gegen Sheffield Wednesday das einzige Mal für den Klub in der Startaufstellung, am Saisonende stieg der Verein ab. Im FA Youth Cup von 1987 erreichte Alleyne mit dem Nachwuchsteam derweil das Halbfinale.
Im Oktober 1987 wurde Alleyne für einige Monate an den Viertligisten AFC Wrexham ausgeliehen und kam bis zu seinem letzten Einsatz am Neujahrstag 1988 zu zwölf Pflichtspieleinsätzen und zwei Toren (10 Spiele/2 Tore in der Liga). Im März 1988 wechselte der Stürmer für eine Ablöse von £10.000 zum Drittligisten FC Chesterfield, traf bei seinem Debüt gegen York City (Endstand 2:1) und gehörte in der Folge unter Trainer Kevin Randall zur Stammelf, als der Klub sich zum Saisonende hin erfolgreich von den Abstiegsrängen löste. Unbeständige Leistungen und ein Trainerwechsel im Oktober 1988, als Paul Hart den Trainerposten übernahm, sorgten dafür, dass Alleyne in der Saison 1988/89 zunehmend seltener zum Einsatz und den Klub am Saisonende nach insgesamt 44 Pflichtspieleinsätzen (5 Tore) ablösefrei wieder verließ, Chesterfield musste als Drittletzter absteigen.
Er wechselte daraufhin zum belgischen Klub VV Tielt, den er vor der Bosman-Entscheidung aber nicht ohne weiteres nach einem Jahr wieder verlassen konnte und daher erst 1992 wieder eine Spielerlaubnis bekam. Zum Ende der Saison 1991/92 spielte er acht Partien für Telford United in der Football Conference, in der Folge war er für Sutton Coldfield Town und den FC Tamworth in der Southern League und in der Saison 1994/95 für Matlock Town in der Northern Premier League aktiv.
Beruflich war Alleyne zunächst zu Beginn der 1990er in Birmingham im Einzelhandel tätig, später verdiente er seinen Lebensunterhalt als Fitnesstrainer.